# Deneb Sabater
Deneb Sabater Ventura (Játiva, Provincia de Valencia; 2 de agosto de 1986) es una profesional de la producción de largometrajes y series de animación española y VFX. También es una de las fundadoras de Mujeres de la Animación en España (MIA), una organización única en España, creada con el fin de promover la igualdad de las mujeres en la industria de la animación.

## Trayectoria
Se formó en la Universidad Politécnica de Valencia, donde estudió Comunicación audiovisual con especialidad en cine, radio y televisión, donde consiguió Matrícula de Honor gracias al cortometraje de animación 2D Margarita, una aventura mágica. Se especializa en el sector de la producción audiovisual realizando el máster de producción Audiovisual en la Universidad Complutense de Madrid. Además de desarrollarse profesionalmente en proyectos del ámbito publicitario y televisivo en animación, tales como la serie preschool Shadownsters de Hampa Studio, la serie Talking Tom and Friends de Arx Anima y proyectos cinematográficos como Deep, de Thinklab o encargada del proyecto "Klaus" para el canal Netflix para 2019 en The SPA (Sergio Pablos Animation). Participa también en el ámbito de producción de videojuegos especialmente en serious game con distintas metodologías de trabajo. En el campo del VFX forma parte de proyectos como Five days at memorial para Apple TV o The Head para HBO. 

## Filmografía[4]
- Five days at Memorial (2022) TV Miniseries - VFX producer
- Código Emperador (2022) Film - VFX producer
- Tadeo Jones 3: La tabla esmeralda (2020-2022) Film - Production Controller
- Nasdrovia (2020–2022) TV Series - Post-production supervisor
- Venga Juan (2021–2022) TV Series - Post-production supervisor
- Veneciafrenia (2021) Film Post-production supervisor
- Competencia oficial (2021) Film Post-production supervisor
- Paraíso (2021) TV Series - Post-production supervisor
- La cocinera de Castamar (2021) TV Series - Post-production supervisor
- Hasta el cielo (2020) Film Post-production supervisor
- Por H o por B (2020) TV Series - Post-production supervisor
- The Head (2020) TV Series - Post-production supervisor
- Intermedio (2020) Short Film - Post-production supervisor
- El Palmar de Troya (2020) TV Miniseries - Post-production supervisor
- Una vida, una cena  (2019) TV Series - Post-production supervisor
- Klaus (2019) Film . Production Manager
- Malaka (2019) TV Series - Post-production supervisor
- Adiós (2019) Film Post-production supervisor
- Talking Tom and Friends (2014) TV Series - Animation & layout coordinator.
- The Shadownsters (2015) TV Series - Producer.
- Deep (2017) TV Series - Production Coordinator
- Reset (2012) Short Film - Production Assistant
- Muchacha con paisaje (2012) Short Film - Production Assistant
- Margarita Short Film - Production Coordinator